# Acteocina hawaiensis
Acteocina hawaiensis är en snäckart. Acteocina hawaiensis ingår i släktet Acteocina och familjen Cylichnidae. Inga underarter finns listade i Catalogue of Life.